# Ровное (Ёгольское сельское поселение)
Ровное — деревня в Боровичском районе Новгородской области, входит в состав Ёгольского сельского поселения.

Находится на автодороге между городом Боровичи и селом Опеченский Посад. Ближайшие населённые пункты: деревни Ёгла, Ануфриево, Еликово, Староселье, Антониха. 

Ровное расположено на реке Мста, в зоне Боровичских порогов. В районе деревни на реке образуется порог «Лестница» или «Ровенский».
Имеет прямое автобусное сообщение с районным центром — автобус № 103.

## Население
| 2010 |
| ---- |
| 191  |

## Достопримечательности

### Церковь Спаса Преображения
В Ровном находится каменная однокупольная церковь Спаса Преображения постройки 1767 года. Является памятником архитектуры. В прошлом имела два придела: в честь Преображения Господня и во имя святого Николая-чудотворца. Требует реставрации.

### Усадьба Ровное-Новоблагодатное
Усадьба Ровное-Новоблагодатное находится в селе Ровное на левом берегу реки Мсты.
В конце XVIII века она принадлежала старинному дворянскому роду Клеопиных. В 1776-1779 годах владел усадьбой предводитель боровичского дворянства Иван Михайлович Клеопин. В разные годы принадлежала Жеребцовым, Ольге Александровне Зубовой-Жеребцовой, сослуживцу Лермонтова Борису Николаевичу Дюкло,  Александру Бергштейну, генерал-майору Николаю Павловичу Никушкину.
Усадьба обрела нового собственника и попала в проект восстановления первых 100 исторических усадеб России, который был инициирован Ассоциацией владельцев исторических усадеб России.

## Улицы
- 1-я линия
- 2-я линия
- 3-я линия
- Набережная
- Труда
- Полевой (переулок)[7]